# Valle de Albaida
Valle de Albaida (en valenciano y oficialmente Vall d'Albaida) es una comarca de la provincia de Valencia, situada en la Comunidad Valenciana, España. Su centro administrativo es el municipio de Onteniente. La Vall d'Albaida, compuesta por 34 municipios y con una superficie total de 724,07 km², situada al sur de la provincia de Valencia, limita, al norte, con la comarca de La Costera y el Valle de Montesa; al este con la comarca de La Safor; al sur con la provincia de Alicante; al oeste con el Valle de Montesa y el Vinalopó. Fundamenta su economía en la agricultura y la industria, principalmente en el sector textil. De hecho, el triángulo Ontinyent-Bocairent-Albaida es una de las áreas fabriles más antiguas de España. La población tiende a concentrarse en las grandes zonas industriales, mientras que las estrictamente agrícolas están experimentando un descenso demográfico continuado.
La Vall d’ Albaida es así una comarca con gran tradición industrial, especializada en la industria textil, confección y peletería, si bien hay una cierta tendencia a la diversificación hacia industrias como la del vidrio, la cera, el papel, productos metálicos y alimentación.
El tejido empresarial de La Vall d’ Albaida está compuesto por 6.636 empresas (2020), de las cuales casi la mitad se ubican en Ontinyent (2.873), municipio en el que destaca la industria textil, en L'Olleria vidrio y destilería, y en Albaida papel, textil y cera.
El sector servicios concentra la mayor parte del sector productivo, destacando la actividad comercial y la de hostelería/restauración.
Más de 300 empresas de la comarca realizan actividades de exportación. El 38% de las empresas exportadoras se dedican al sector textil-confección, ubicadas en los municipios de Ontinyent y Albaida. Fuente: Cámara de Comercio de Valencia.
Ontinyent es, pues, la capital comarcal e industrial de la comarca. Villa real desde la conquista cristiana, su Barrio de la Vila es uno de los mejores ejemplos del urbanismo medieval valenciano, y prueba de su importante pasado. Albaida, sobre una colina que domina el valle, fue cabeza de condado y marquesado desde el siglo XV.
Actualmente tiene 87.593 habitantes en toda la comarca. El desglose de la población por municipios podemos verlo en el INE, según los datos del padrón municipal de enero de 2022.

## Etimología
Recibe su nombre porque fue formada por el río Albaida, que a su vez toma el nombre del municipio en donde nace: Albaida. El nombre de Albaida proviene del árabe البيضاء (al-baīḑà’, "la blanca").

## Municipios
| Municipio           | Nombre oficial          | Población (2023) | Superficie | Densidad |
| ------------------- | ----------------------- | ---------------- | ---------- | -------- |
| Onteniente          | Ontinyent               | 36 194           | 125,43     | 281,81   |
| Ollería             | l’Olleria               | 8421             | 32,22      | 257,01   |
| Albaida             | Albaida                 | 6102             | 35,41      | 166,62   |
| Benigánim           | Benigànim               | 5716             | 33,44      | 174,67   |
| Ayelo de Malferit   | Aielo de Malferit       | 4601             | 26,74      | 172,70   |
| Bocairente          | Bocairent               | 4115             | 96,98      | 43,26    |
| Puebla del Duc      | la Pobla del Duc        | 2438             | 18,87      | 134,76   |
| Agullent            | Agullent                | 2400             | 16,24      | 148,40   |
| Luchente            | Llutxent                | 2324             | 42,10      | 55,70    |
| Castellón de Rugat  | Castelló de Rugat       | 2322             | 19,10      | 119,06   |
| Cuatretonda         | Quatretonda             | 2190             | 43,55      | 50,79    |
| Montaberner         | Montaverner             | 1617             | 7,40       | 220,27   |
| Alfarrasí           | Alfarrasí               | 1183             | 6,38       | 192,01   |
| Adzaneta de Albaida | Atzeneta d’Albaida      | 1161             | 6,06       | 192,24   |
| Fontanares          | Fontanars dels Alforins | 951              | 74,69      | 13,00    |
| Bélgida             | Bèlgida                 | 632              | 17,30      | 38,90    |
| Benicolet           | Benicolet               | 599              | 11,30      | 50,35    |
| El Palomar          | el Palomar              | 574              | 7,80       | 75,64    |
| Montichelvo         | Montitxelvo/Montichelvo | 558              | 8,20       | 71,22    |
| Guadasequies        | Guadasséquies           | 480              | 3,30       | 141,82   |
| Ráfol de Salem      | el Ràfol de Salem       | 467              | 4,30       | 107,44   |
| Benisoda            | Benissoda               | 460              | 4,00       | 107,50   |
| Otos                | Otos                    | 436              | 11,10      | 39,10    |
| Salem               | Salem                   | 401              | 8,60       | 49,30    |
| Bellús              | Bellús                  | 306              | 9,50       | 32,00    |
| Terrateig           | Terrateig               | 291              | 6,30       | 44,13    |
| Beniatjar           | Beniatjar               | 217              | 11,40      | 19,56    |
| Benisuera           | Benissuera              | 185              | 2,10       | 92,38    |
| Rugat               | Rugat                   | 166              | 3,10       | 50,97    |
| Ayelo de Rugat      | Aielo de Rugat          | 163              | 7,66       | 20,23    |
| Bufali              | Bufali                  | 156              | 3,20       | 50,31    |
| Pinet               | Pinet                   | 155              | 11,90      | 13,19    |
| Carrícola           | Carrícola               | 102              | 4,60       | 20,43    |
| Sempere             | Sempere                 | 31               | 3,80       | 8,95     |
| Total               |                         | 88 114           | 724,07     | 120,64   |

(Fuente: INE. Censo de población a 1 de enero de 2019)

## Geografía
El Valle de Albaida es una comarca natural e histórica enclavada en la Comunidad Valenciana. Situada al sur de la provincia de Valencia, limita geográficamente con importantes comarcas como son las de “La Costera” y “Safor” en la provincia de Valencia, y “Hoya de Alcoy”, “Condado de Cocentaina” y “Alto Vinalopó” en la provincia de Alicante. El Valle de Albaida es una de las comarcas mejor definidas de la Comunidad Valenciana, geográficamente hablando. Se trata de un amplio valle de casi 15 km que se estrecha hacia el oeste (5-6 km). Presenta un paisaje ondulado que va de los 137 metros de Bellús hasta los cerca de 400 de Agullent o Beniatjar, aunque Bocairente en el sur y Fontanares en el oeste superen los 600 metros, en clara transición hacia los altiplanos de interior.
El clima del valle es del tipo mediterráneo-levantino.
Treinta y cuatro son los municipios que forman el Valle de Albaida. La comarca tiene una población de casi 90.000 habitantes, y Onteniente, con 35 395, ejerce como capital administrativa.
Una ancha red de carreteras comarcales une toda la comarca. Desde Valencia y Alicante se accede por la A-7, que conecta con las carreteras comarcales CV-40, CV-60 y CV-81, quedando comunicados todos los pueblos que forman el Valle de Albaida.
La CV-60 y la CV-686 son las carreteras que unen Gandía  con los municipios del Valle de Albaida. La zona central del territorio está atravesada por la N-340.
También  se puede llegar por diferentes medios de transporte:
- Por autobús (líneas de autobuses Valencia-Onteniente-Villena, Valencia-Albaida-Alcoy)
- Por ferrocarril a través de la línea Valencia-Játiva-Alcoy, que enlaza los municipios de Benigánim, Puebla del Duc, Montaberner, Bufali, Albaida, Agullent y Onteniente. www.renfe.es .
- Por avión: los aeropuertos más próximos, tomando como referencia el municipio de Albaida, son el de Alicante, a 88 km, y el de Valencia, a 92 km. Los dos muy bien comunicados por la autovía A7.
La rica y amplia oferta gastronómica, natural, artística y cultural, junto con actividades deportivas o de aventura harán disfrutar al viajero de la visita a estas tierras.

## Lengua
La comarca se encuentra situada dentro del ámbito lingüístico valencianohablante.

## Comarca histórica
El Valle de Albaida es una comarca histórica que ya aparecía en el mapa de comarcas de Emili Beüt "Comarques naturals del Regne de València" publicado en el año 1934. Aparecía como la Vall d'Albaida, sin ninguna modificación en su delimitación comarcal.

## Cultura
- Bienes de interés cultural: la comarca cuenta con 30 elementos declarados BIC.[2] Destacan:
  - el núcleo antiguo de Albaida: con restos de muralla islámica y el Palacio de los Milá y Aragó
  - el Monasterio del Corpus Christi de Luchente
  - el Castillo-Palacio de Luchente
  - el barrio medieval de Bocairente
  - el Castillo Palacio de los Bellvís Benisuera
- Ruta de los Monasterios de Valencia. El Valle de Albaida se encuentra enclavada dentro de los itinerarios de esta ruta monumental y cultural inaugurada en 2008, que discurre por diversos municipios y parajes de la comarca, visita ineludible de la cual, son el Monasterio del Corpus Christi y el Castillo de Xio, ambos en la localidad de Luchente.